# أنيتا هورفات
أنيتا هورفات (بالسلوفينية: Anita Horvat) هي منافسة ألعاب القوى سلوفينية، ولدت في 7 سبتمبر 1996.

## وصلات خارجية
- أنيتا هورفات على موقع الاتحاد الدولي لألعاب القوى (الإنجليزية)
- أنيتا هورفات على موقع اللجنة الأولمبية الدولية (الإنجليزية)
- أنيتا هورفات على موقع أوليمبيديا (الإنجليزية)